# Xã Lake Washington, Quận Eddy, Bắc Dakota
Xã Lake Washington (tiếng Anh: Lake Washington Township) là một xã thuộc quận Eddy, tiểu bang Bắc Dakota, Hoa Kỳ. Năm 2010, dân số của xã này là 27 người.